# Pygathrix
Pygathrix is een geslacht van zoogdieren uit de familie van de apen van de Oude Wereld (Cercopithecidae).

## Taxonomie
- Geslacht: Pygathrix (Doeks)
  - Soort: Pygathrix cinerea (Nadler, 1997) – Grijsscheendoek
  - Soort: Pygathrix nemaeus (Linnaeus, 1771) – Roodscheendoek
  -  Soort: Pygathrix nigripes (Milne-Edwards, 1871) – Zwartscheendoek